# 韦恩·麦金杜
韦恩·麦金杜（英語：Wayne McIndoe，1972年8月27日—），新西兰男子曲棍球运动员。他曾代表新西兰国家队参加1998年和2002年英联邦运动会曲棍球比赛，其中2002年英联邦运动会获得一枚银牌。